# Zanes
Les Zanes (en géorgien : ზანები, zanebi), ou les Tchanes (en géorgien : ჭანები, tchanebi) sont un groupe ethnique géorgien originaire des bords de la mer Noire, vivant dans le pays du Pont en Turquie (où ils sont musulmans et se déclarent Turcs), en Géorgie (notamment en Adjarie et Mingrélie) et pour certains (qui sont chrétiens orthodoxes et ont été considérés comme Grecs pontiques par le traité de Lausanne) en Grèce. L'emplacement de l'habitat d'origine de ce peuple correspond à peu près aux frontières de l'antique royaume de Colchide au nord-est, et à l'empire grec de Trébizonde au sud-ouest.
Ce groupe ethnique se différencie encore en deux catégories : 
- les Mingrèles
- les Lazes.

Les Mingrèles vivent plutôt au nord, en Géorgie, alors que les Lazes se situent plutôt au sud, et en Turquie. Leur langue était le proto-zane, puis cette langue s'est divisée en deux branches, le laze et le mingrèle.

## Galerie

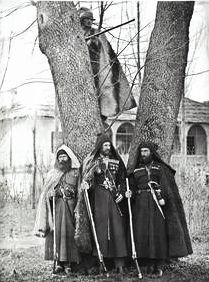
Mingrèles.
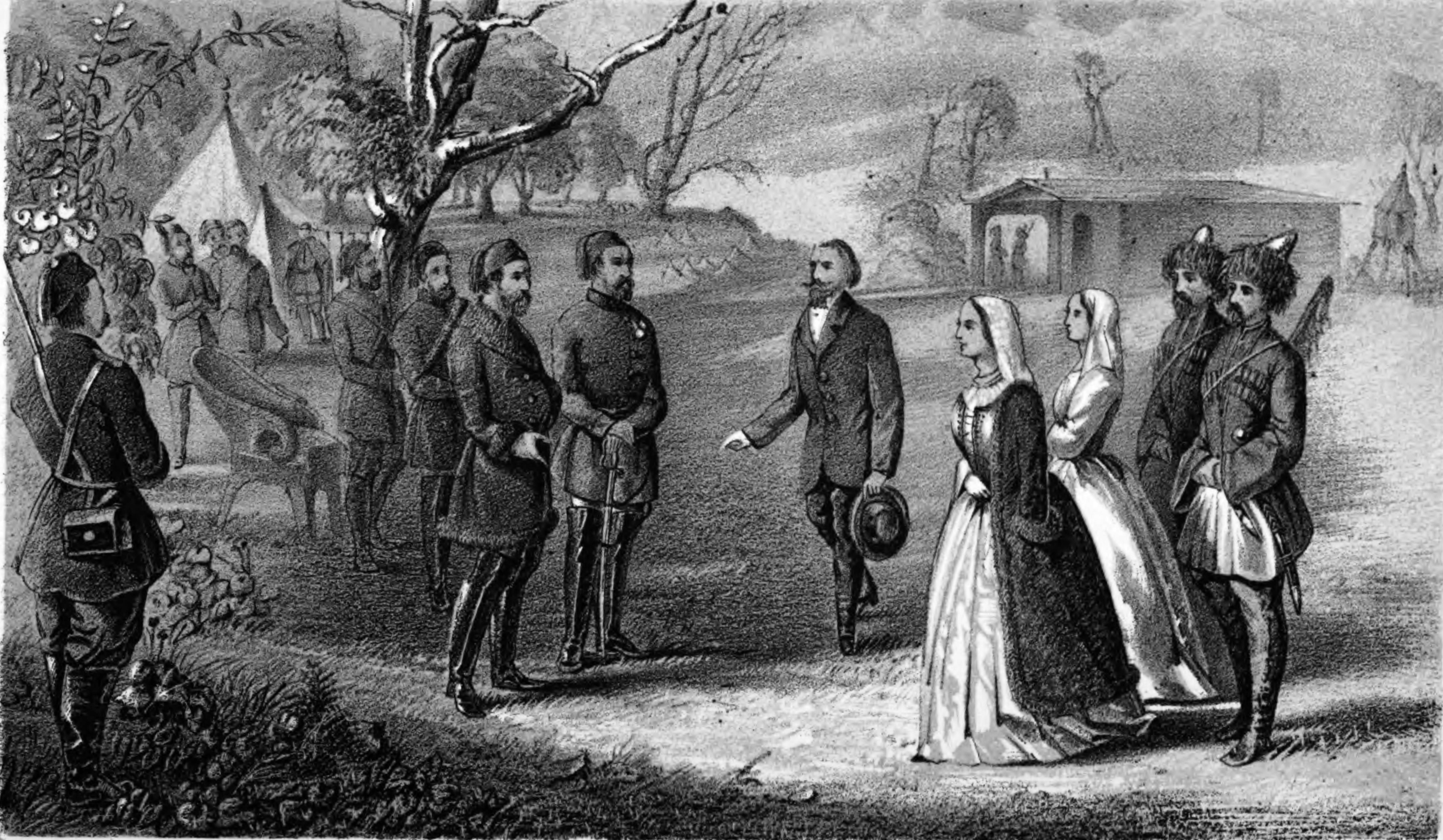
Omer Pacha s'entretenant avec une noble dame mingrèle.
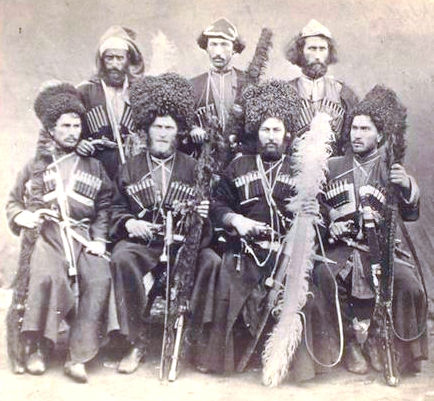
Combattants mingrèles au XIXe siècle.
Le royaume de Lazique.
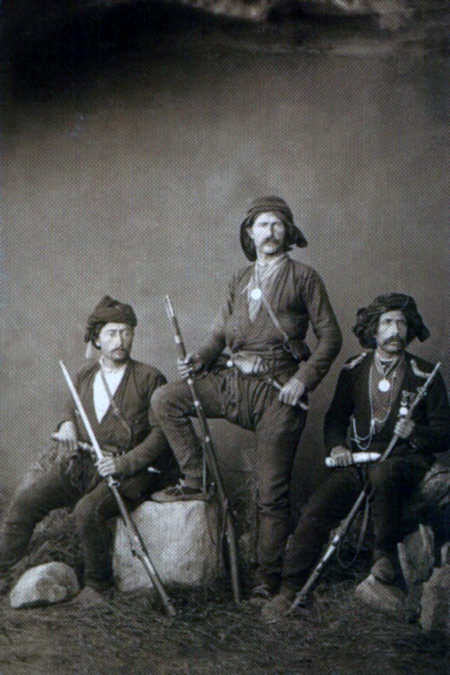
Lazes